# Sarzbüttel
Sarzbüttel est une commune allemande du Schleswig-Holstein, située dans l'arrondissement de Dithmarse (Kreis Dithmarschen), à huit kilomètres au nord-est de la ville de Meldorf. Sarzbüttel est l'une des 24 communes de l'Amt Mitteldithmarschen (« Moyenne-Dithmarse ») dont le siège est à Meldorf.